# ألان سميثسون
ألان سميثسون (بالإنجليزية: Alan Smithson)‏ هو قسيس بريطاني، ولد في 1 ديسمبر 1936 في برادفورد في المملكة المتحدة، وتوفي في 17 يونيو 2010 في إدنبرة في المملكة المتحدة.